# Quero Vas
Quero Vas är en kommun i provinsen Belluno i regionen Veneto i Italien. Kommunen hade 3 143 invånare (2018).
Kommun bildades den 28 december 2013 genom en sammanslagning de tidigare kommunerna Quero och Vas.